# Fokker E.I-IV
Fokker Eindecker waren verspannte Kampfeindecker mit Verwindungssteuerung, die vor und im Ersten Weltkrieg von Anthony Fokker entwickelt und in seiner Schweriner Firma Fokker Aeroplanbau produziert wurden. Die 1915 entwickelte Fokker E.I gilt heute als erstes in Serie gebautes Jagdflugzeug. Ein starr eingebautes und durch den Propellerkreis schießendes Maschinengewehr ermöglichte es dem Piloten mit dem gesamten Flugzeug zu zielen und mit voller Feuerkraft zu schießen.
Die Flugzeuge wurden aus dem Basistyp Fokker M.5 von 1914 über mehrere Typen weiterentwickelt und unter den Bezeichnungen Fokker E.I bis E.IV bis Mitte 1916 hergestellt. Zunächst verwendeten die deutsche Fliegertruppe und die deutschen Marineflieger die Eindecker, später wurden sie auch bei den k.u.k.-Seefliegern, der bulgarischen und der osmanischen Fliegertruppe eingesetzt.

## Fokker M.5

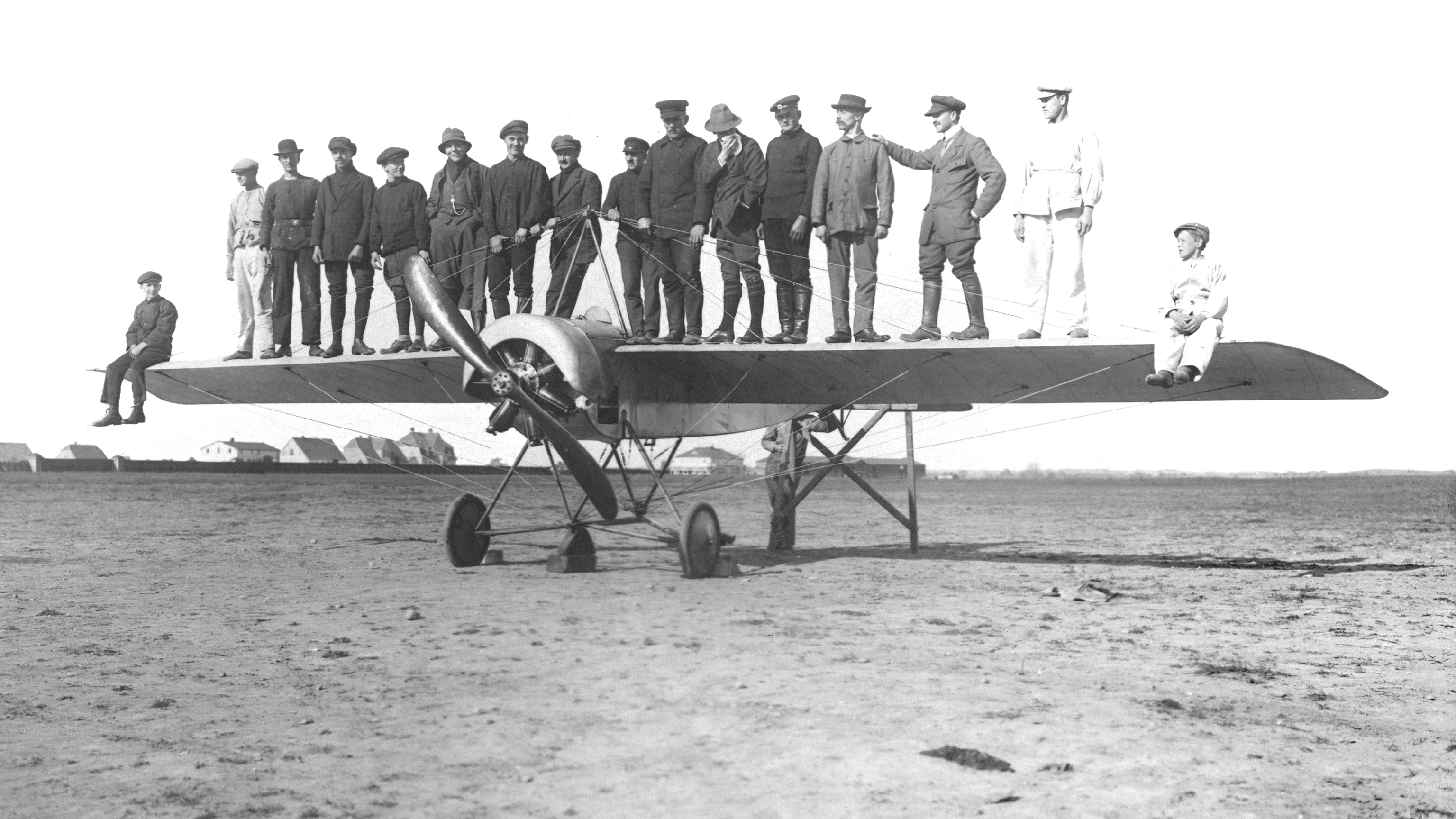
Tragflächenbelastungstest bei Fokker mit 16 Personen auf den Flügeln einer Fokker M.5L (1914)

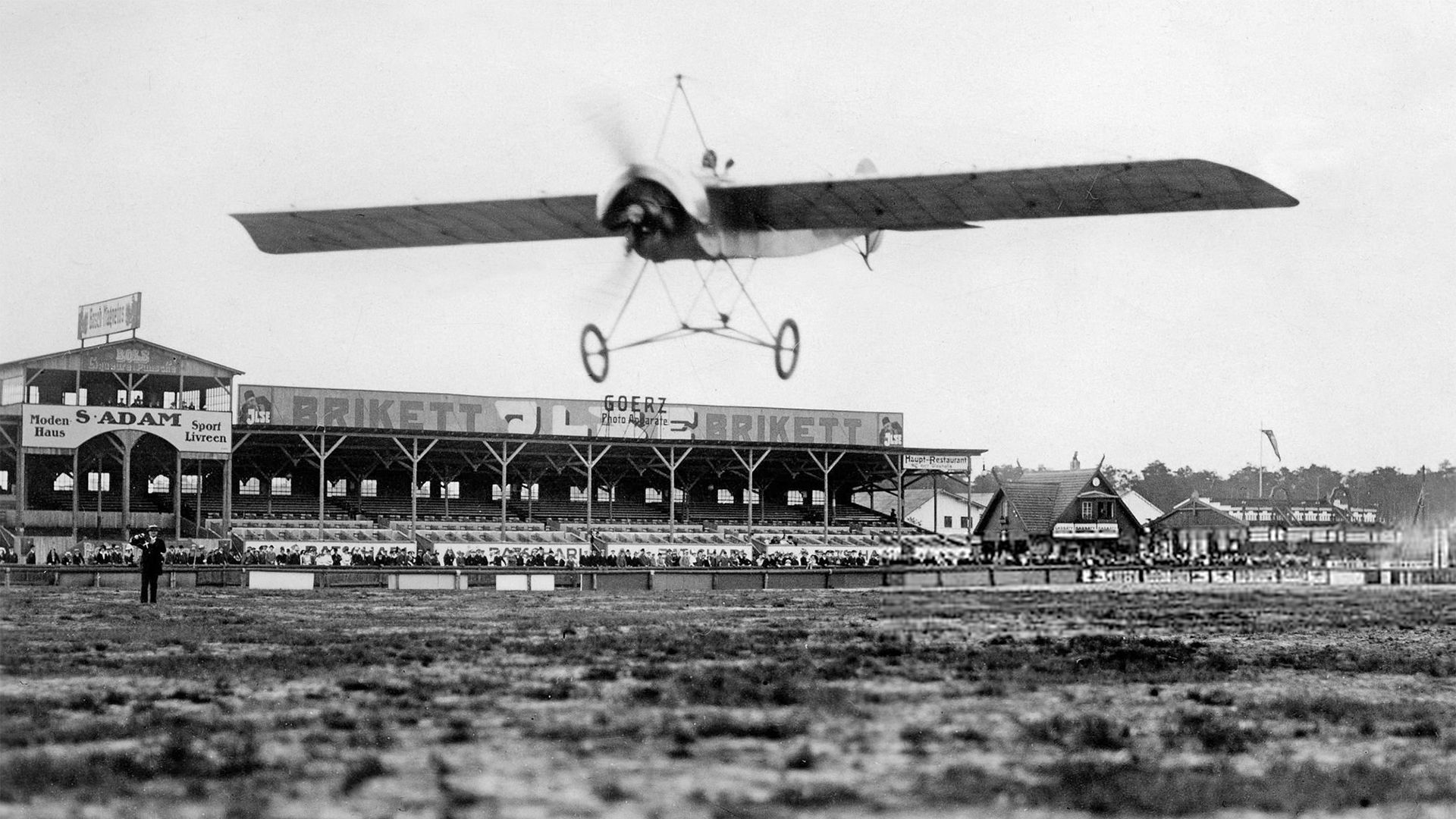
Anthony Fokker präsentiert seine M.5L im Juni 1914 auf dem Flugplatz Berlin-Johannisthal (1914)

Die leichten Eindecker der Typen M.1 und M.2, die Fokker bis Ende 1913 an das preußische Kriegsministerium lieferte, hatten sich zwar als sichere Flugzeuge bewährt, entsprachen aber hinsichtlich der Fluggeschwindigkeiten und Steigleistungen nicht mehr den militärischen Anforderungen. Um weiter Militäraufträge akquirieren zu können, entwickelte Fokker auf eigenes Risiko einen neuen, einsitzigen Mitteldecker mit der Werksbezeichnung M.5, von dem zwei Spannweiten-Varianten M.5K und M.5L („K“ für „kurz“, „L“ für „lang“ in Bezug auf die Spannweite) gebaut wurden.
Diese Ende April 1914 fertiggestellten Maschinen basierten auf der Morane-Saulnier H, von der Fokker im Januar 1914 ein beschädigtes Exemplar in Frankreich erworben hatte und das ihn nach vollständiger Reparatur mit seinen Flugleistungen beeindruckte. Doch im Gegensatz zu seinen Konkurrenten Bruno Hanuschke, Gustav Otto und den Brüdern Eversbusch kopierte Fokker die Maschine nicht einfach. Offensichtlich strukturierten Fokker und sein Ingenieur Martin Kreutzer das französische Vorbild nach ihren Erfahrungen um und so hatte die Schweriner Entwicklung mit der originalen Morane bis auf die markante Rumpfform nur noch wenig gemeinsam. Der einmotorige Mitteldecker M.5 besaß im Gegensatz zur Morane-Saulnier einen Rumpf aus bespanntem Stahlrohr, auch das Fahrwerk und der Motoreinbau waren modifiziert worden, der Motor wurde durch einen Schwerkrafttank und einen Haupttank mit Kraftstoff versorgt. Mit der Quersteuerung durch Flügelverwindung und durch voll bewegliche Seiten- und Höhenruder reagierte das Flugzeug sehr sensibel auf Steuerbewegungen; das war ein Vorteil für einen geübten Flugzeugführer, aber auch ein Risiko in der Hand unerfahrener Piloten.
Ab Mai 1914 präsentierte Fokker sein neues Flugzeug auf deutschen Flugplätzen – mit sehr gutem Echo in der Fachpresse – und am 18. Juni 1914 in Johannisthal vor Heeres-Offizieren und dem preußischen Kriegsminister Falkenhayn, der unmittelbar eine Kleinserie der Maschine zur Heereserprobung bestellte.

## Fokker A.I bis III

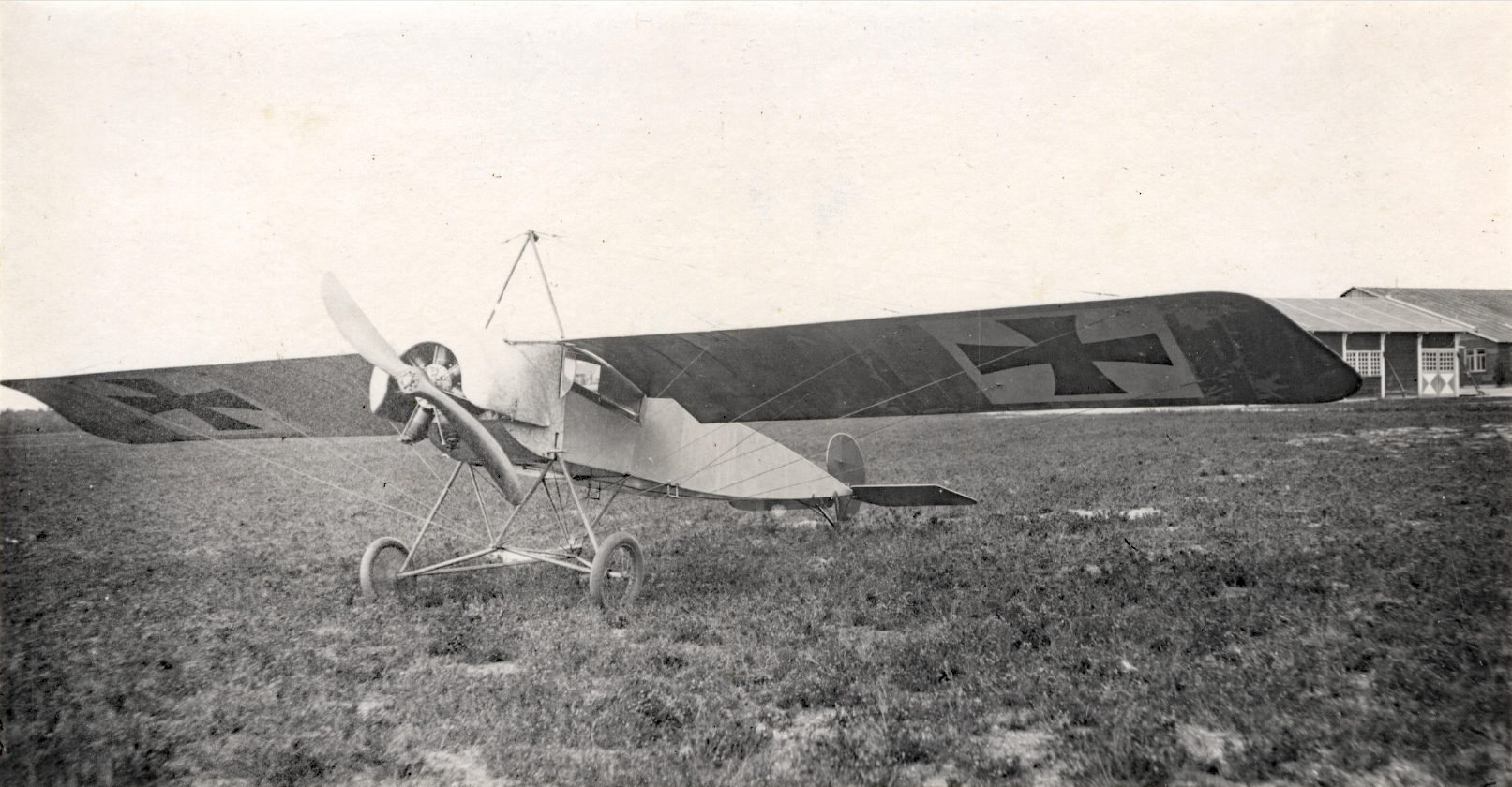
Der Schulterdecker Fokker A (A.I) mit Beobachtungsfenster unter der Tragfläche (1916)

Noch während die Fokker Aeroplanbau ihre M.5-Bestellungen abwickelte, wurde vom Militär ein zweisitziges Artillerie-Beobachtungsflugzeug mit denselben Flugleistungen bestellt. Fokker setzte diese Anforderung mit dem von der M.5L abgeleiteten Typ M.8 um. Er verbreiterte den Rumpf der M.5, so dass zwei Sitze nebeneinander angeordnet werden konnten. Zur Verbesserung der Bodensicht setzte er die Tragflächen höher an und baute in die darunter liegenden Rumpfseiten Fenster ein. Gemäß der Klassifikation der IdFlieg (Inspektion der Fliegertruppen) erhielten die ab Oktober 1914 ausgelieferten zweisitzigen M.8-Eindecker die Bezeichnung Fokker A.I. Die beiden einsitzigen M.5-Typen (mit einem Notsitz hinter dem Piloten) wurden unter der Heeresklassifikation Fokker A.II für die M.5L und Fokker A.III für die M.5K geführt. Von den Halberstädter Flugzeugwerken wurden dieser Eindecker als Halberstadt A.I in Lizenz gefertigt, allerdings mit einem Holzrumpf. Das Problem der A-Typen war der unzuverlässige Motor, der deutsche Flieger wiederholt zwang, hinter den feindlichen Linien notzulanden.

## Das Synchronisationsgetriebe

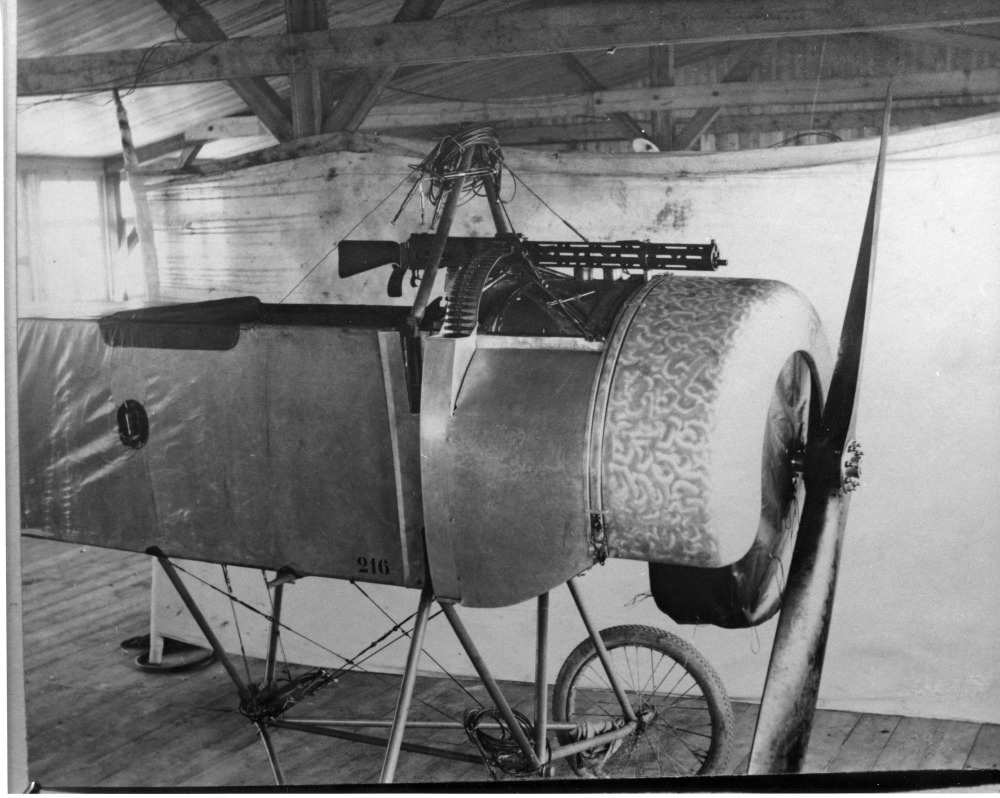
Eine M.5K (Wnr. 216) mit bereits montiertem Parabellum MG (1915)

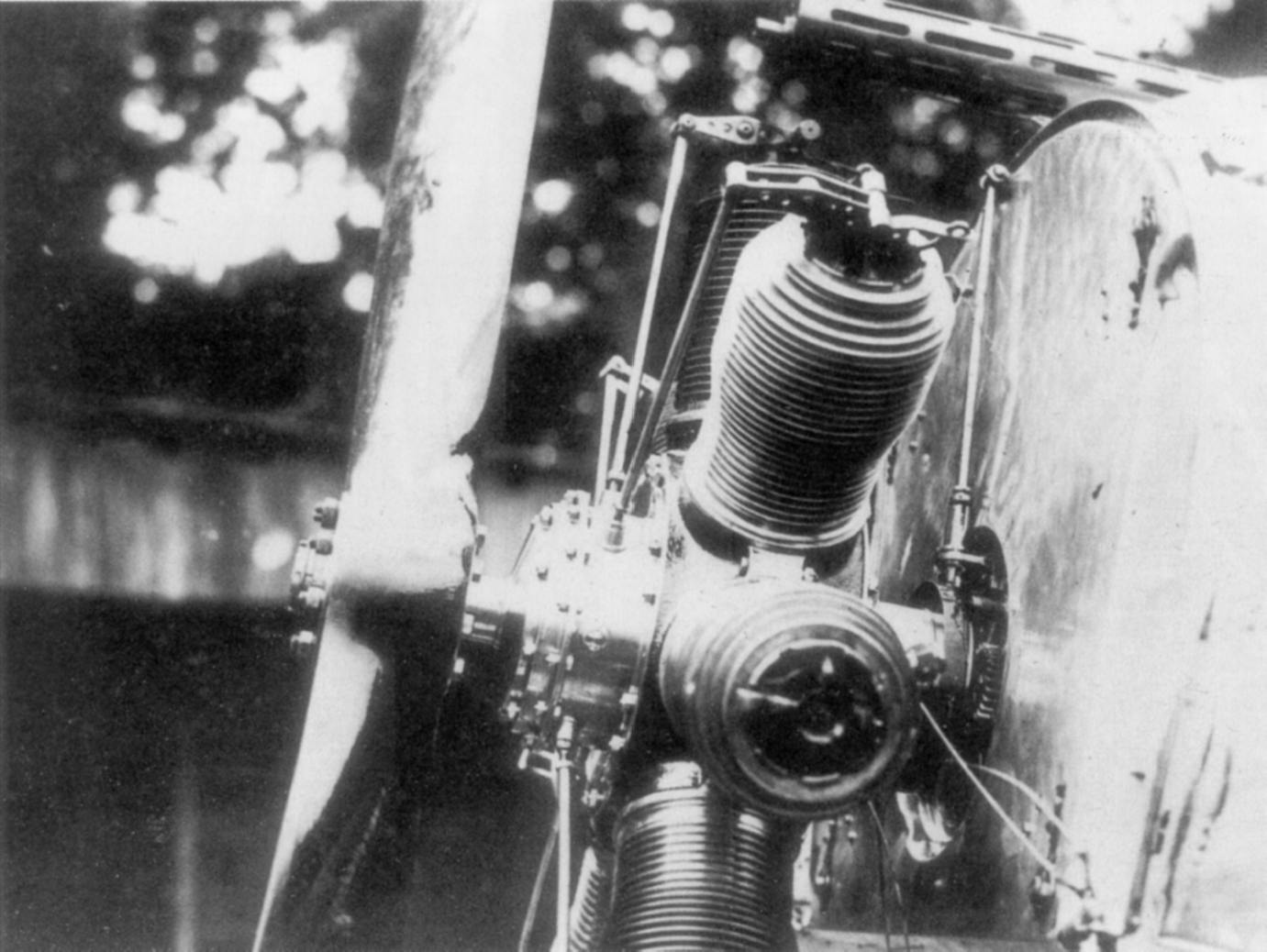
Propeller, U 0 Umlaufmotor und zum MG führende Stange der ersten „Stangensteuerung“ am Bug einer Fokker E.I (1915/16)

Am 18. April 1915 war der bekannte französische Flieger Roland Garros mit einem Morane-Saulnier-L-Einsitzer auf deutscher Seite notgelandet und sein Flugzeug unbeschädigt erbeutet worden. Seine Maschine wies eine Besonderheit auf: Sie war mit einem durch den Propellerkreis feuernden Maschinengewehr ausgerüstet.
Kurze Zeit später erhielt Anthony Fokker von der IdFlieg den Auftrag, diese Vorrichtung zu kopieren oder nachzubauen. Erste Versuche der deutschen Fliegertruppe, Ablenkbleche wie bei der Morane an einem deutschen Flugzeugpropeller anzubringen, hatten sich wegen der Durchschlagskraft der deutschen Stahlmantelgeschosse als untauglich erwiesen. Fokkers Techniker Heinrich Lübbe, Fritz Heber und Carl Leimberger griffen auf ein Patent von August Euler und eine 1913 patentierte „Abfeuerungsvorrichtung für Schusswaffen auf Flugzeugen“ zurück, die Franz Schneider für die Luftverkehrsgesellschaft (LVG) entwickelt hatte. Sie entwarfen ein von der Motorwelle gesteuertes Unterbrechergetriebe, das den MG-Abzug des bereitgestellten Parabellum MG nur dann freigab, wenn der Propeller nicht getroffen werden konnte. Fokker ließ eine gerade produzierte M.5K (A.III, Werksnr. 216), die über einen 80 PS starken Umlaufmotor Typ U 0 der Motorenfabrik Oberursel verfügte, mit dem synchronisierten MG ausrüsten. Nach ein paar erfolgreichen Tests hängte Fokker das Flugzeug an seinen Sportwagen, fuhr vom Flugplatz Schwerin-Görries zum Flugplatz Döberitz und führte die Entwicklung dem Generalstab der Kaiserlichen Luftstreitkräfte am 19. oder 20. Mai 1915 persönlich vor.

## Fokker E.I
Wenige Tage später hatte Fokker einen Produktionsauftrag in der Tasche. In Mannheim übernahmen die Frontflieger Kurt Wintgens und Waldemar von Buttlar die ersten Fokker M.5K/MG zur Erprobung. Fokker begab sich, unterstützt von Oberleutnant Otto Parschau, mit dem Kampfeinsitzer auf Front-Tournee: Erste Station war am 13. Juni 1915 das Hauptquartier des deutschen Kronprinzen (5. Armee) bei Stenay, am 23. und 24. Juni folgte die 6. Armee, wo Fokker im Beisein des bayerischen Kronprinzen die Maschine vorführte. Die beiden Frontflieger Max Immelmann und Oswald Boelcke von der Feldfliegerabteilung 62 in Douai führten Testflüge durch und waren begeistert: Das starr eingebaute und durch den Propellerkreis schießende Maschinengewehr ermöglichte es dem Flugzeugführer, den Gegner genau im Auge zu behalten, ihn zu verfolgen, mit dem gesamten Flugzeug auf ihn zu zielen und dann mit voller Feuerkraft zu schießen – eine Technik, die den Kampfflugzeugbau revolutionierte.
Das Flugzeug, nun als Fokker E.I bezeichnet, gilt heute als erstes in Serie gebautes Jagdflugzeug. Mit den mit Unterbrechergetriebe ausgestatteten Fokker-Flugzeugen begann eine mehrmonatige Phase der deutschen Luftüberlegenheit, die im In- und Ausland teilweise als „Fokker-Plage“ bezeichnet wurde.

## Fokker E.II
Die E.I konnte nur eine Notlösung sein, denn das Basismodell der Fokker A.III war mit dem zusätzlichen Gewicht des MGs deutlich überlastet. Um die Leistungsfähigkeit der Maschine hinreichend zu erhöhen, wurde ein 100 PS leistender 9-Zylinder-Umlaufmotor U.I von Oberursel eingebaut. Diese leistungsgesteigerte Maschine wurde als Fokker E.II (M.14) bezeichnet; sie wurde parallel zur E.I hergestellt, da die neuen Motoren noch nicht hinreichend verfügbar waren – die Motorenfabrik Oberursel litt unter Fertigungsengpässen – und Versuche mit alternativen Motortypen wie Siemens & Halske oder Goebel nicht zufriedenstellend verliefen.

## Fokker E.III

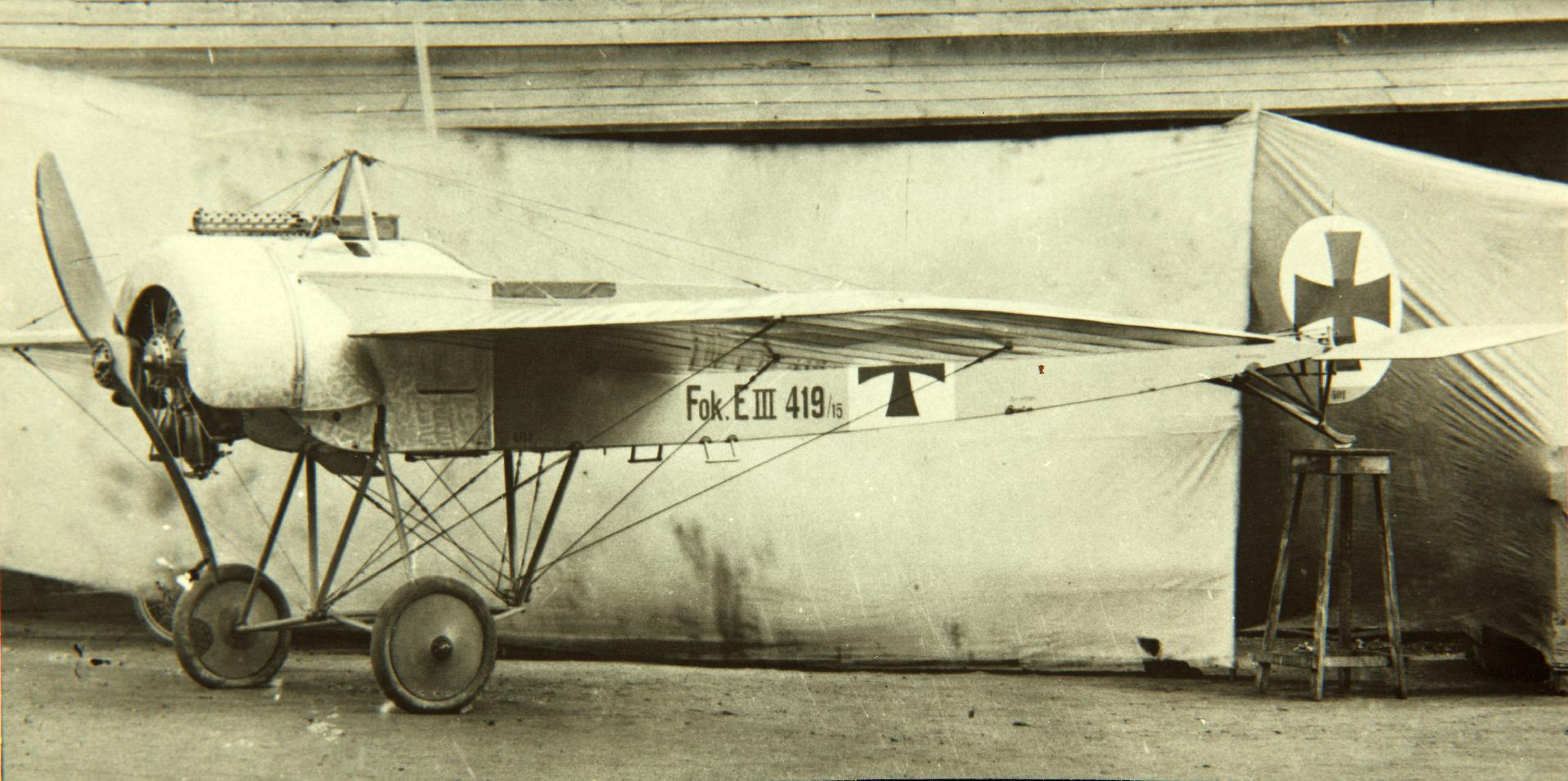
Fokker E.III 419/15 mit 100 PS Oberursel-Umlaufmotor U.I und einem IMG 08-Maschinengewehr (1915)

Auch die E.II blieb eine Übergangslösung: Die meistgebaute Variante war die Fokker E.III mit gleichem Motor, aber größerer Spannweite. Ein größerer Benzintank erhöhte die Flugdauer um eine Stunde. Noch während der laufenden Fertigung wurden einige E.II zur E.III umgebaut oder später bei Reparaturarbeiten nachträglich aufgerüstet. Die erfolgreiche E.III wurde in kleinen Stückzahlen an die Marine und an Verbündete geliefert: drei wurden an die bulgarischen, 22 an die osmanischen und 18 an die österreichisch-ungarischen Luftstreitkräfte geliefert; letztere bewaffneten ihn mit 8-mm-Schwarzlose-MG.
Versuchsweise wurde mindestens eine Fokker E.III anstatt mit Leinwand mit „unsichtbarem“ Cellon bespannt, was sich jedoch nicht bewährte. Dieser Bezug, ein Celluloid-ähnlicher Kunststoff, reflektierte das Sonnenlicht und änderte je nach Temperatur seine Ausdehnung.

## Fokker E.IV
Die Fokker E.IV (Werksbezeichnung M.15) wurde der Idflieg im September 1915 als letzte, noch einmal vergrößerte und deutlich modifizierte Version des Fokker-Eindeckers mit zwei MG und 14-zylindrigen 160-PS-Umlaufmotor Oberursel U.III vorgestellt. Oswald Boelcke führte im November 1915 in Schwerin einen Testflug durch und stellte reserviert fest, dass ein stärkerer Motor allein nicht gleichzeitig ein besseres Flugzeug bedeutete. Das neu entwickelte Synchronisationsgetriebe machte Schwierigkeiten, und nach Beanstandungen durch die Fronteinheiten musste Fokker zur einfacheren Ausführung zurückkehren. Auch die beim E.IV geänderte MG-Anordnung – die Läufe der MG waren im Winkel von 15° zueinander angeordnet – wurde wieder zurückgenommen. Durch diese Modifikationen kam die E.IV erst gegen April 1916 in größerer Zahl an die Front.
Erst 1918 sollte Fokker mit der völlig anders konzipierten Fokker E.V zum Prinzip des Eindeckers zurückkehren.

## Einsatz
Die ersten elf E.I erreichten im Juni 1915 die Front, gefolgt von den E.II im Juli, den E.III im August und den E.IV im Oktober. Die Eindecker galten als Geheimwaffe, die keinesfalls in Feindeshand fallen durften und wurden daher zunächst rein defensiv als Begleitschutz für unbewaffnete Aufklärer eingesetzt; es blieb den Piloten streng verboten, damit die feindlichen Linien zu überfliegen. So blieb trotz des Überraschungsmoments der Erfolg zunächst gering, wenn nun auch unter dem Feuerschutz der schnelleren und wendigeren Kampfeinsitzer erstmals wieder die Luftaufklärung verbessert wurde.
Am 1. Juli 1915 zwang Kurt Wintgens mit seiner E.I eine französische Morane-Parasol zur Landung. Einen weiteren anerkannten Luftsieg erzielte er am 15. Juli. Am 1. August 1915 griffen Immelmann und Boelcke über dem Flughafen von Douai eine feindliche Formation von neun britischen Flugzeugen an. Boelcke hatte Ladehemmung und musste abdrehen, doch Immelmanns MG fiel erstmals ein Feindflugzeug zum Opfer. Im Herbst 1915 schließlich gingen immer mehr Fokker-Piloten, inzwischen zu schlagkräftigen Kampfeinsitzer-Kommandos (KEK) zusammengefasst, nach dem Vorbild von draufgängerischen Piloten wie Immelmann, dem „Adler von Lille“, und Boelcke, dem „Vater der deutschen Jagdflieger“, überall von der Verteidigung zum Angriff über. Sie entwickelten die Verfahren des Luftkampfes zur Perfektion: Der Looping-artige Gegenangriff gegen ein verfolgendes Feindflugzeug wurde als „Immelmann“ Standardprogramm deutscher Jagdflieger. Bald häuften sich die alliierten Verluste, und im Winter 1915/16 beherrschten die deutschen Fokker endgültig den Himmel an der Westfront. Die „Fokker-Plage“ (engl. Fokker scourge) löste das „Fokker-Syndrom“ bei den alliierten Piloten aus, die ihre Flugzeuge als „Fokker-Futter“ (engl. Fokker fodder) bezeichneten. Für britische Maschinen, die die Front überqueren mussten, wurde nun ein Begleitschutz von je ein bis zwei Begleitjägern befohlen.
Im April 1916 waren 173 Eindecker im Einsatz, der Höhepunkt ihrer Verbreitung. Doch inzwischen war das Prinzip des Eindeckers bereits ausgereizt; immer seltener gelang es den Eindeckern, die wendigeren Feindflugzeuge auszukurven. Zum Teil mit drei MG bestückt, kam auch ihr Synchronisationsgetriebe an die Leistungsgrenze. Am 18. Juni 1916 patrouillierte Immelmann mit drei weiteren Piloten über der Front bei Annay. Von diesem Flug kehrte er nicht zurück. Zuerst vermutete man, dass das Unterbrechergetriebe versagt hätte und Immelmann seinen eigenen Propeller zerstörte, doch dies wurde später widerlegt. Immelmann starb durch Beschuss eigener Flugabwehr bei einem Luftgefecht zwischen Sallaumines bei Douai und Avion. Sein Absturz geschah vor den Augen von Soldaten des Infanterie-Regiments „Lübeck“ (3. Hanseatisches) Nr. 162.
Im Sommer 1916 war die hart erkämpfte Luftüberlegenheit wieder verloren; überlegene alliierte Jagdflugzeuge wie die Nieuport 11, die Airco D.H.2 und die Royal Aircraft Factory F.E.2b beherrschten den Himmel über den Schlachtfeldern von Verdun und an der Somme. Bis zum Spätsommer 1916 wurden die Eindecker an der Westfront aus dem Einsatz zurückgezogen, sie blieben jedoch an der Ostfront, in Mazedonien, Mesopotamien, Palästina und an den Dardanellen zum Teil bis 1917 erfolgreich im Einsatz.

## Bilder

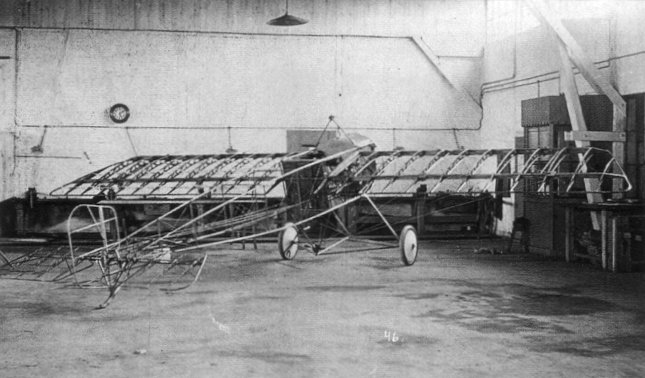
Prototyp der Fokker M.5K (1914)
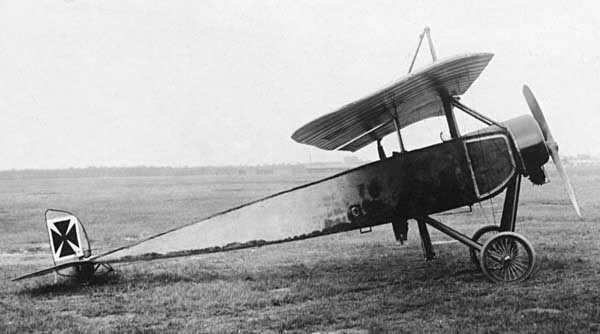
Eine erbeutete Morane Typ L (1914/15)
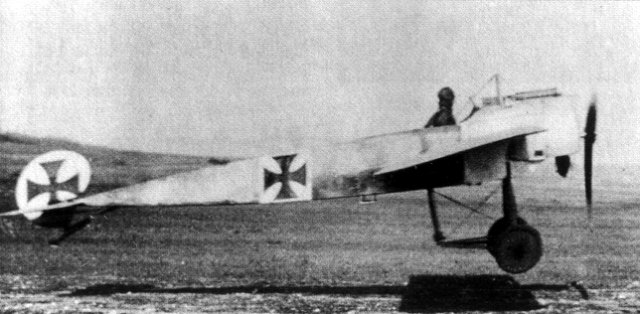
Ein Eindecker beim Start (1915)
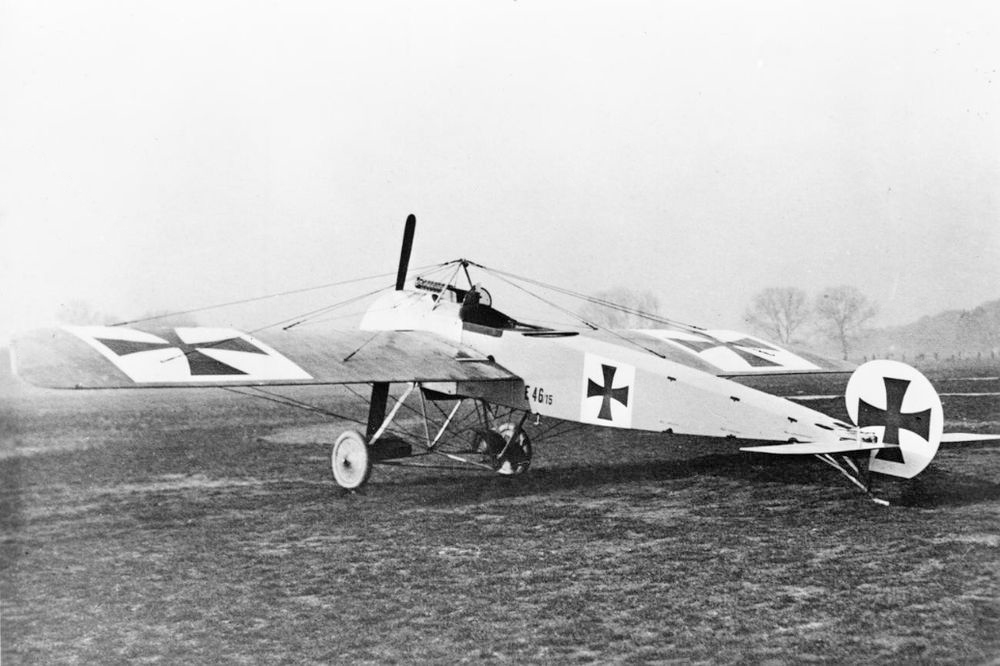
Eine Fokker E.I (1915)
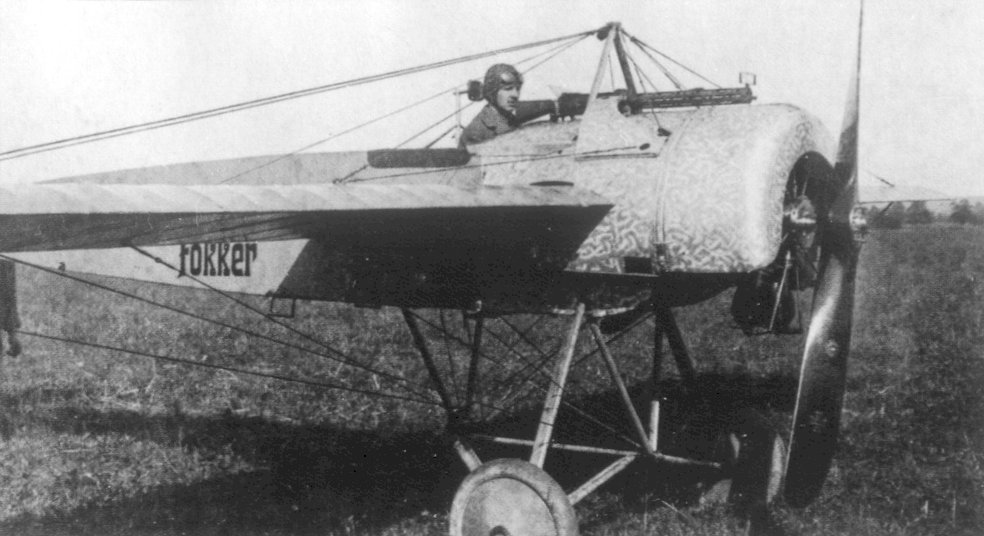
Die erste Fokker E.II (1915)
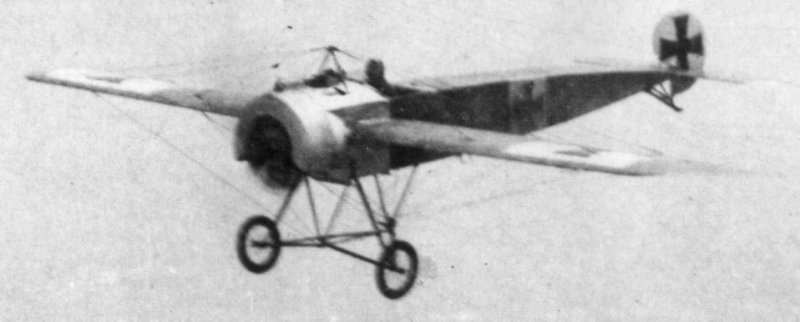
Von den Briten erbeutete Fokker E.III 210/16 beim Testflug in Upavon, Wiltshire (1916)

## Technische Daten
| Kenngröße                     | A.I (M.8)                         | A.II (M.5L)                      | A.III (M.5K)                     | E.I (M.5K/MG)                    | E.II (M.14)                       | E.III (M.14)                      | E.IV (M.15)                          |
| ----------------------------- | --------------------------------- | -------------------------------- | -------------------------------- | -------------------------------- | --------------------------------- | --------------------------------- | ------------------------------------ |
| Baujahr                       | Oktober 1914                      | April 1914                       | 1914                             | 1915                             | 1915                              | 1915/16                           | 1915/16                              |
| Stückzahl                     | 60                                | 20                               | 10                               | 56                               | 23                                | 258                               | 50                                   |
| Einsatzzweck                  | Aufklärer                         | Aufklärer                        | Aufklärer                        | Jagdflugzeug                     | Jagdflugzeug                      | Jagdflugzeug                      | Jagdflugzeug                         |
| Besatzung                     | 2                                 | 1–2                              | 1–2                              | 1                                | 1                                 | 1                                 | 1                                    |
| Spannweite                    | 9,52 m                            | 9,55 m                           | 8,53 m                           | 8,95 m                           | 9,52 m                            | 9,52 m                            | 10,00 m                              |
| Länge                         | 7,20 m                            | 7,24 m                           | 6,76 m                           | 6,75 m                           | 7,20 m                            | 7,20 m                            | 7,50 m                               |
| Höhe                          | 2,75 m                            | 2,90 m                           | 2,90 m                           | 2,40 m                           | 2,40 m                            | 2,40 m                            | 2,70 m                               |
| Flügelfläche                  | 16,0 m²                           | 16,0 m²                          | 14,1 m²                          | 14,4 m²                          | 15,4 m²                           | 15,4 m²                           | 16,3 m²                              |
| Flügelstreckung               | 5,7                               | 5,7                              |                                  | 5,6                              | 5,9                               | 5,9                               | 6,1                                  |
| Leermasse                     | 363 kg                            | 366 kg                           | 358 kg                           | 350 kg                           | 370 kg                            | 400 kg                            | 460 kg                               |
| Startmasse                    | 645 kg                            | 571 kg                           | 563 kg                           | 560 kg                           | 580 kg                            | 610 kg                            | 610 kg                               |
| Höchstgeschwindigkeit         | 135 km/h                          | 129 km/h                         | 132 km/h                         | 130 km/h                         | 132 km/h                          | 140 km/h                          | 160 km/h                             |
| Steigzeit auf 1000 m          |                                   |                                  |                                  | 7 min                            |                                   | 5 min                             | 3 min                                |
| Steigzeit auf 2000 m          |                                   |                                  |                                  | 20 min                           |                                   | 15 min                            | 8 min                                |
| Steigzeit auf 3000 m          |                                   |                                  |                                  | 40 min                           |                                   | 30 min                            |                                      |
| Steigzeit auf 4000 m          |                                   |                                  |                                  |                                  |                                   |                                   | 45 min                               |
| Dienstgipfelhöhe              | 3000 m                            | 3000 m                           | 3000 m                           | 3000 m                           |                                   | 3600 m                            | 4500 m                               |
| Reichweite                    |                                   |                                  | 400 km                           | 200 km                           |                                   | 220 km                            | 240 km                               |
| Flugdauer                     |                                   |                                  |                                  |                                  | 1:30 h                            | 2:30 h                            |                                      |
| ein luftgekühlter Umlaufmotor | Oberursel U.I, 100 PS (ca. 70 kW) | Oberursel U.0, 80 PS (ca. 60 kW) | Oberursel U.0, 80 PS (ca. 60 kW) | Oberursel U.0, 80 PS (ca. 60 kW) | Oberursel U.I, 100 PS (ca. 70 kW) | Oberursel U.I, 100 PS (ca. 70 kW) | Oberursel U.III, 160 PS (ca. 120 kW) |
| Bewaffnung                    | –                                 | –                                | –                                | 1 MG                             | 1 MG                              | 1–2 MG                            | 2–3 MG                               |

## Erhaltene Eindecker und Nachbauten

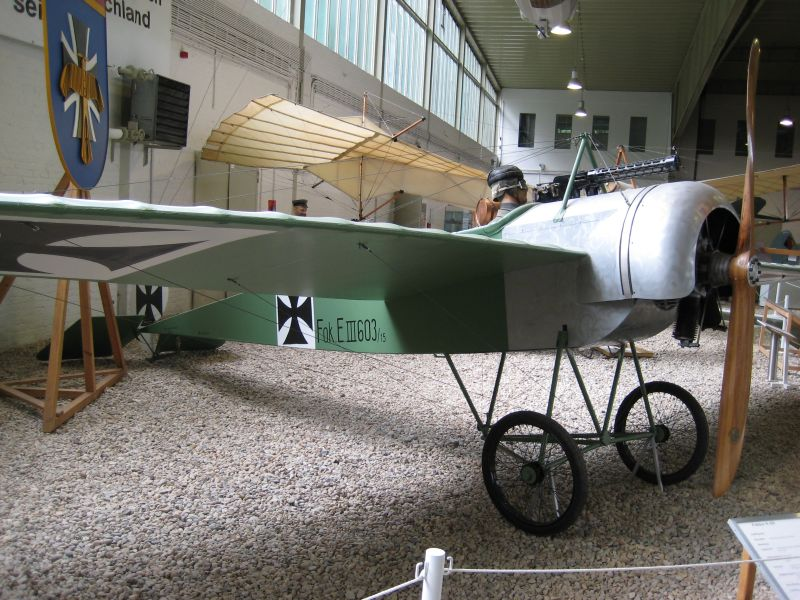
Nachbau einer Fokker E.III in Gatow (2008)

Von den historischen Eindeckern ist nur die E.III 210/15 erhalten: Am 8. April 1916 war ein deutscher Pilot mit einem neuen Flugzeug von Valenciennes nach Wasquehal aufgebrochen und dann irrtümlich auf dem britischen Feldflugplatz bei Saint-Omer gelandet. Die unbeschädigte Maschine wurde vor Ort einem Vergleichsfliegen mit einer Morane-Saulnier N unterzogen und zeigte sich dabei zur Erleichterung der Briten der Morane deutlich unterlegen. Das Flugzeug wurde danach zur weiteren Erprobung nach Upavon in Wiltshire geschickt. Diese Maschine ist heute im Science Museum in London ausgestellt.
Immelmanns Fokker E.I wurde im Sächsischen Armeemuseum ausgestellt, aber bei den Luftangriffen auf Dresden zerstört.
Der Nachbau einer Fokker E.III im  Militärhistorischen Museum Flugplatz Gatow weist zwar am Rumpf die Kennung „Fok. E III 603/15“ aus, ist aber mit einem Umlaufmotor mit lediglich sieben Zylindern versehen.
Ein weiterer Nachbau einer Fokker E.III befindet sich im kleinen „Flugzeugmuseum Hangar SW“ in Höfen in Österreich in einem Hangar südwestlich des Flugplatz Reutte-Höfen. Für dessen Fertigstellung benötigte man etwa 3000 Arbeitsstunden. Das Flugzeug wurde zugelassen und von dem Museumsbesitzer Wolfgang Falch persönlich zur Überführung von Frankreich nach Höfen geflogen.